# Major League Soccer de 2017
A Major League Soccer de 2017 foi a 105ª temporada de futebol sancionada pela FIFA nos Estados Unidos e no Canadá, a 39ª como primeira divisão nacional na América do Norte e a 22ª temporada da MLS. A temporada regular começará em março de 2017 e acabará em outubro de 2017. A fase eliminatória da Copa da MLS se iniciará no final de outubro de 2017 e será concluída com a final em dezembro de 2017.
Nesta temporada duas equipes estrearam, o Atlanta United e o Minnesota United.
A equipe de Seattle defendia o título da Copa da MLS, enquanto a de Dallas defendia a conquista da temporada regular.